# Angelología

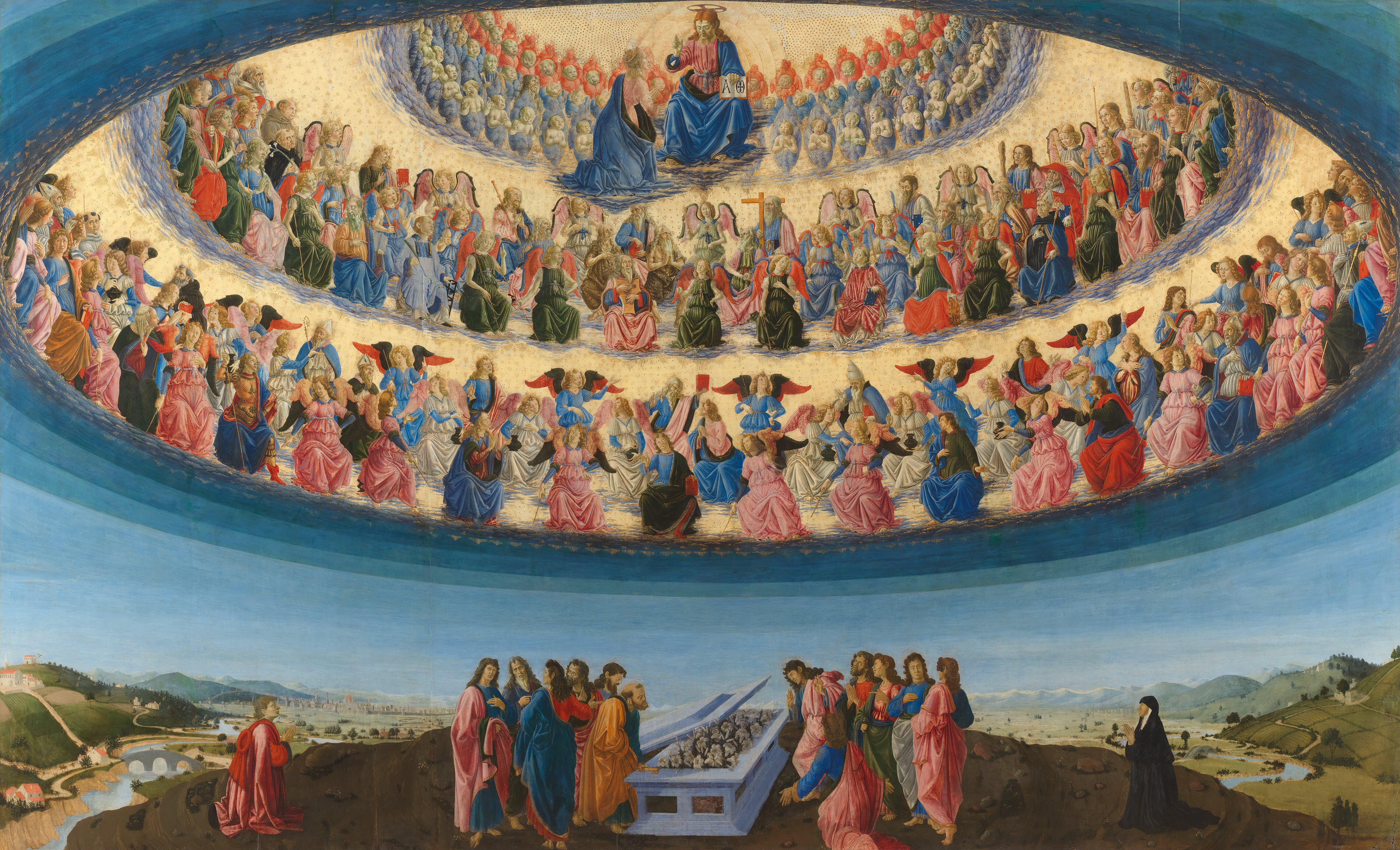
La Asunción de María, de Francesco Botticini. En la cúpula de la parte superior de la imagen se pueden apreciar las tres jerarquías propuestas por Pseudo Dionisio Areopagita.

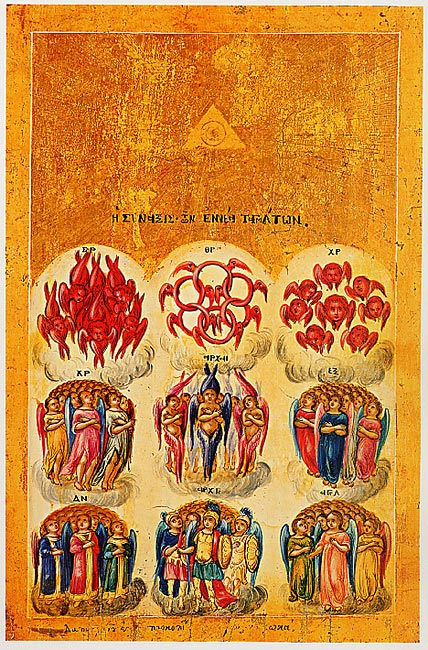
Icono griego de la representación de la jerarquía angélica.

La angelología es una rama de la teología que consiste en el estudio de los ángeles.
En el cristianismo, los ángeles son los agentes de Dios; varias obras de teología cristiana han ideado jerarquías de seres angélicos.
La jerarquía angélica cristiana más influyente fue presentada a principios del siglo VI d. C. por Pseudo Dionisio Areopagita en su obra De Coelesti Hierarchia (Sobre la jerarquía celestial). Afirmó ser una figura importante que fue convertida por el Apóstol Pablo, autor de la mayor parte del Nuevo Testamento, y su obra gozó de mayor influencia de la que tendría si hubiera usado su nombre real, hasta que Erasmo hizo públicas las dudas sobre la edad del trabajo a principios del siglo XVI. 
Como se refiere en la doctrina teológica de la comunión de los santos, en el paraíso hay una visión común y única de la verdad y la contemplación del rostro de Dios, sin ningún tipo de diferencia entre ángeles o almas humanas. La Summa theologiae afirma que existen diferentes grados con respecto a la creación, sobre el poder de intercesión a Dios y de entrega directa en las vidas humanas.

## Doctrina
Según el Catecismo de la Iglesia Católica (CIC) párrafo 328, "la existencia de los seres espirituales, incorpóreos, que la Sagrada Escritura suele llamar "ángeles" es una verdad de fe. El testimonio de la Escritura es tan claro como la unanimidad de Tradición".
El Catecismo de la Iglesia Católica afirma: "Toda la vida de la iglesia se beneficia de la misteriosa y poderosa ayuda de los ángeles... Desde su comienzo hasta la muerte, la vida humana está rodeada por su cuidado vigilante e intercesión".  "Cristo es el centro del mundo angélico. Ellos son Sus ángeles... Le pertenecen porque fueron creados por Él y para Él".
Los ángeles fueron creados por Dios antes de la creación del universo y de Adán y Eva , y se los considera seres superiores, por lo que se los considera superiores a la humanidad.
Como comentaría Agustín de Hipona, los ángeles estaban experimentando algo nuevo a medida que se desarrollaba la creación de Dios.  Los ángeles "buenos" buscan en todo momento, para dirigirnos hacia la verdadera fuente de la felicidad, Dios. Nos alientan en la adoración a Dios.

## Historia
En diversas culturas se adoraban ángeles. Se comenzó a creer que son mensajeros entre Dios y los hombres. Luego los pueblos asirios y griegos, en paralelo a los ángeles, le añadieron alas a dioses como Hermes o Eros, el dios del amor apasionado.
En la Tanaj solo se da nombre a dos ángeles: Arcángel Gabriel, que, según se cree, iluminó el entendimiento de Daniel, y el arcángel Miguel, considerado protector de Israel (Daniel 12:1). En el Libro deuterocanónico de Tobías aparece el Arcángel Rafael. Fuera del canon, en el libro de Enoc se dice que los ángeles asistieron a la entrega de la ley mosaica. En el Nuevo Testamento los fariseos creían que los ángeles comunican al hombre con la voluntad de Dios (Hechos 23:9), mientras que los saduceos no creían ni en ángeles ni en espíritus (Hechos 23:8). Ireneo (130-195 d. C.) mostró jerarquías entre ángeles, Orígenes (182-250 d. C.) creía que si un ángel puede ser caído, un demonio puede convertirse. Jerónimo (347-420 d. C.) pensaba que al nacer, a cada persona se le entregaba un ángel guardián. Dionisio en 500 d. C. dijo que un ángel es imagen de Dios. Gregorio Magno (540-600 d. C.) dijo que los ángeles tenían poder sobre cuerpos celestiales, mientras que Pedro Lombardo (1100-1160 d. C.) pensaba que un ángel podía cuidar a muchas personas.

## Angelología según el cristianismo católico
En la Biblia se menciona varios tipos específicos de seres celestiales. Sea que se tenga una postura que son tipos especiales de «ángeles» (en un sentido amplio del término), o que la postura sea que son seres celestiales distintos de los ángeles, de todas formas ambas creencias están de acuerdo que son seres espirituales creados que sirven y adoran a Dios.

### Primera jerarquía
La primera jerarquía angélica contempla directamente a Dios y canta su gloria. Está compuesta por:

#### Serafines
La tradición coloca a los serafines en el rango más alto de la angelología cristiana y en el quinto rango de diez en la jerarquía angélica judía. Un pasaje seminal en el Libro de Isaías (Isaías 6: 1–8) usó el término para describir seres de seis alas que vuelan alrededor del Trono de Dios gritando "santo, santo, santo". Esta escena del trono, con su triple invocación a la santidad, influyó profundamente en la teología, la literatura y el arte posteriores. Su influencia se ve con frecuencia en obras que representan ángeles, cielo y apoteosis. Los serafines se mencionan como seres celestiales en el Libro no canónico de Enoc y el Libro canónico del Apocalipsis.
Los serafines son mencionados en Isaías 6:1–7:

1 En el año que murió el rey Ozías vi yo al Señor sentado sobre un trono alto y sublime, y sus faldas henchían el templo.
2 Y encima de él estaban serafines: cada uno tenía seis alas; con dos cubrían sus rostros, y con dos cubrían sus pies, y con dos volaban.
3 Y el uno al otro daba voces, diciendo: Santo, santo, santo, Yavé de los ejércitos: toda la tierra está llena de su gloria.
4 Y los quiciales de las puertas se estremecieron con la voz del que clamaba, y la casa se hinchió de humo.
5 Entonces dije: Ay de mí! que soy muerto; que siendo hombre inmundo de labios, y habitando en medio de pueblo que tiene labios inmundos, han visto mis ojos al Rey, Yavé de los ejércitos.
6 Y voló hacia mí uno de los serafines, teniendo en su mano un carbón encendido, tomado del altar con unas tenazas:
7 Y tocando con él sobre mi boca, dijo: He aquí que esto tocó tus labios, y es quitada tu culpa, y limpio tu pecado.
Isaías

#### Querubines
En el Libro de Ezequiel y (al menos en algunos) iconos cristianos, se representa al querubín con dos pares de alas y cuatro rostros: el de un león (representante de todos los animales salvajes), un buey (animales domésticos), un humano (humanidad) y un águila (aves). Sus piernas eran rectas, las plantas de sus pies como pezuñas de toro, relucientes como bronce bruñido. La tradición posterior les atribuye una variedad de apariencias físicas. En la tradición cristiana occidental, los querubines se han asociado con el putto (derivado del clásico Cupido/ Eros), lo que resulta en representaciones de querubines como niños pequeños, regordetes y alados. Santo Tomás de Aquino imaginó a Satanás como un querubín caído.

"Cuando se paraban ellos, se paraban ellas, y cuando ellos se alzaban, se alzaban con ellos; porque el espíritu de los seres vivientes estaba en ellas. Entonces la gloria de Dios se elevó de encima del umbral de la casa, y se puso sobre los querubines. Y alzando los querubines sus alas, se levantaron de la tierra delante de mis ojos; cuando ellos salieron, también las ruedas se alzaron al lado de ellos; y se pararon a la entrada de la puerta oriental de la casa de Dios, y la gloria del Dios de Israel estaba por encima sobre ellos. Estos eran los mismos seres vivientes que vi debajo del Dios de Israel junto al río Quebar; y conocí que eran querubines. Cada uno tenía cuatro caras y cada uno cuatro alas, y figuras de manos de hombre debajo de sus alas".
Ezequiel 10:17-21 RVR1960

#### Tronos
Los tronos son una clase de ángeles, basados en una interpretación de Colosenses 1:16. Según 1 Pedro 3:21-22, Cristo había ido al cielo y "ángeles, autoridades y potestades" se habían sometido a él. Pseudo-Dionisio el Areopagita en su obra De Coelesti Hierarchia incluye los tronos como el tercero más alto de nueve niveles de ángeles . 
Los ofanim se refieren a las ruedas vistas en la visión de Ezequiel del carro (en hebreo merkabah ) en Ezequiel 1:15–21. Uno de los rollos del Mar Muerto (4Q405) los interpreta como ángeles. Estas "ruedas" se han asociado con Daniel 7:9 (mencionado como galgal , tradicionalmente "las ruedas de galgallin ", en "llama de fuego" y "fuego ardiente"). Son cuatro ruedas cubiertas por ojos, cada una compuesta de dos ruedas anidadas, que se mueven junto a los querubines alados, debajo del trono de Dios.

### Segunda jerarquía
La segunda jerarquía angélica es la poseedora de la fuerza de ejecución de los planes de Dios. Se compone de:

#### Dominaciones
Las dominaciones  (lat. dominatio , plural dominationes , también traducido del término griego kyriotētes , pl. de kyriotēs , como "Señoríos") o "Dominios" se presentan como la jerarquía de los seres celestiales "Señoríos" en algunas traducciones al inglés de la Jerarquía De Coelesti . Las Dominaciones regulan los deberes de los ángeles inferiores. Es solo con extrema rareza que los señores angélicos se dan a conocer físicamente a los humanos. 

#### Virtudes
Las virtudes son aquellos ángeles a quienes Dios creó para ser portadores de la gracia divina y el valor, dedicándose a que el ser humano se acerca a Dios para estar en comunión con Él. Aparecen mencionados en un versículo de Efesios, donde se declara que Cristo está "por encima de todo Principado, Potestad, Virtud, Dominación y de todo cuanto tiene nombre no sólo en este mundo sino también en el venidero." (Efesios 1:21).

#### Potestades
Las potestades tienen la función de mantener el equilibrio cósmico y las leyes físicas, así como de vigilar los márgenes del mundo espiritual con el mundo físico. Son referidos en varios textos bíblicos, como en 1 Pedro donde en un pasaje se declara que a Cristo "le están sometidos los Ángeles, las Dominaciones y las Potestades" (I Pedro 3, 22).

### Tercera jerarquía
Los pertenecientes a la tercera jerarquía angélica tienen como misión la de actuar como mensajeros divinos. Sus miembros son:

#### Principados
Los principados se encargan de ser los guardianes de las naciones, supervisando aquellos eventos que las afecten. Manifiestan el dominio de Dios sobre la naturaleza. Aparecen mencionados en la Carta a los Efesios donde se habla de que "para que la multiforme sabiduría de Dios sea ahora manifestada a los Principados y a las Potestades en los cielos, mediante la Iglesia," (Efesios 3:10).

#### Arcángeles
La palabra arcángel sólo se usa dos veces en el Nuevo Testamento : 1 Tesalonicenses 4:16 y Judas 1:9 .
En la mayoría de las tradiciones cristianas, Gabriel también se considera un arcángel, pero no existe un apoyo literario directo para esta suposición. El término arcángel aparece solo en singular, nunca en plural, y solo en referencia específica a Miguel.
El nombre del arcángel Rafael aparece solo en el Libro de Tobías (Tobías). Tobit es considerado deuterocanónico por los católicos (tanto de rito oriental como occidental) y los cristianos ortodoxos orientales y miafisitas, y en parte por los anglicanos. Sin embargo, el Libro de Tobit no es reconocido por la mayoría de las denominaciones protestantes. En él, Rafael le dice a Tobías que él era "uno de los siete que están ante el Señor", y generalmente se cree que Miguel y Gabriel son dos de los otros seis.
Un cuarto arcángel es Uriel. El nombre de Uriel no se menciona en la Biblia cristiana occidental, pero juega un papel destacado en un libro apócrifo leído por cristianos ortodoxos anglicanos y rusos, el Segundo Libro de Esdras (cuarto Libro de Esdras en la Vulgata latina). En el libro, revela siete profecías al profeta Esdras. También juega un papel en el libro apócrifo de Enoc, que es considerado canónico por las iglesias ortodoxa etíope, ortodoxa eritrea y católica etíope. La Iglesia Católica generalmente no considera a Uriel como un ángel así como el Libro de Enoc tampoco es parte de la Biblia católica utilizada por la mayoría de los católicos.
Otra posible interpretación de los siete arcángeles es que estos siete son los siete espíritus de Dios que están ante el trono descrito en el Libro de Enoc y en el Libro de Apocalipsis (Apocalipsis 1:4; 3:1; 4:5; 5:6). 
Se dice que los Siete Arcángeles son los ángeles de la guarda de las naciones y los países, y se preocupan por los problemas y eventos que los rodean, incluidos la política, los asuntos militares y el comercio: por ejemplo, el Arcángel Miguel es visto tradicionalmente como el protector de 'Israel' y de la ecclesia (gr. raíz ekklesia de los pasajes del Nuevo Testamento), equiparada teológicamente como la Iglesia, considerada el Nuevo Israel espiritual.
Un ángel adicional, Metatrón, que entró en la tradición cristiana a través de la cábala judía; se describe en el Talmud de Babilonia como un escriba celestial y en el Zohar como el rey de los ángeles. Los Libros apócrifos de Enoc (especialmente 3 Enoc) cuentan que Metatrón fue anteriormente el Enoc bíblico, quien, tras su ascensión al cielo, se transformó en arcángel y se le dio el nombre de Metatrón. Luego se le otorgaron las posiciones de jefe de los arcángeles y se le dijeron los secretos de la creación.

#### Ángeles
Los ángeles ocupan el lugar más bajo de entre los coros angélicos. Su misión es dar alabanzas y adoración: El principal de los ministerios que tienen los ángeles buenos es aquel de alabar y ofrecer incesante adoración a Dios, porque, conforme a la Biblia, Él es Digno (Is. 6:3); otras funciones que la Iglesia sostiene incluyen el traer la ley de Dios a su pueblo (Hch. 7:53), ejecutar los juicios de Dios sobre sus enemigos (Hch. 12:23), juntar a los elegidos en la segunda venida (Mt. 24:30-31) y asistir en lo que la Iglesia afirma será el día del Juicio Final (Mt. 13:49-50).
Una variante particular dentro de este grupo es el llamado Ángel de la guarda, cada cual de ellos es asignado por Dios a cada persona para protegerla, guardarla y guiarla durante su vida en la tierra para facilitarle el ascenso al Cielo.